# Black Theatre Workshop
Le Black Theatre Workshop est une compagnie de théâtre anglophone à Montréal qui est la plus ancienne compagnie de théâtre noire au Canada. Fondé en 1972, son directeur artistique actuel est Tyrone Benskin. 
Il commence sous le nom de Trinidad and Tobago Drama Group, fondé par Clarence Bayne et d'autres, mais se sépare pour se concentrer sur le développement de nouvelles œuvres d'artistes noirs canadiens. L'un des premiers directeurs artistiques, Errol Sitahal (en), crée les premiers ateliers pour jeunes comédiens noirs (Black Theatre Youth Players). De 1976 à 1985, sous la direction artistique de Terry Donald, elle est affiliée au Centaur Theatre et utilise son espace théâtral. Depuis 2003, la compagnie est résidente du Montréal, arts interculturels.
En 2022, il présente sa première coproduction avec le théâtre La Licorne.